# 尼羅河非洲脂鯉
尼羅河非洲脂鯉為輻鰭魚綱脂鯉目脂鯉亞目鮭脂鯉科的其中一種，為熱帶淡水魚，分布於非洲尼羅河、查德湖、尼日河、十字河、伏塔河、塞內加爾河、甘比亞河、薩桑德拉河等流域，本魚背面呈綠色，體側邊銀色，腹部白色。偶鰭鮮紅色，胸鰭橘色，眼睛上方紅色，體長可達25公分，棲息在底中層水域，屬雜食性，以昆蟲、浮游生物、蝸牛、植物等為食，生活習性不明，可做為食用魚及觀賞魚。